# Urocordylinae
Urocordylinae — вимерла підродина нектрідових тетраподоморфів, яка включає кілька невеликих видів, схожих на тритонів, з короткими черепами та подовженими, сплощеними хвостами. Urocordylinae належить до родини Urocordylidae, яка також включає підродину Sauropleurinae. Урокордилини жили під час пізнього карбону, а скам’янілості відомі з Північної Америки та Європи. Найвідоміший урокорділін — Urocordylus з Ірландії.